# Борис Хаджитанев
Борис Константинов (Динков) Хаджитанев (Танев) (изписване до 1945 година: Борисъ хаджи Таневъ) е български музиковед, композитор и кларинетист.

## Биография
Хаджитанев е роден през 1902 година в град Солун, тогава в Османската империя, днес Тесалоники, Гърция. Син е на Константин Хаджитанев, деец на Вътрешната македоно-одринска революционна организация и участник в Илинденско-Преображенското въстание през 1903 година, загинал през 1906 година. Брат е на видния комунистически деец Васил Танев. През 1915 година семейството му емигрира в свободна България и се установява в Пловдив.
Участва в Септемврийското въстание от 1923 година в бойна група. Арестуван е през 1923 и през 1925 година по време на така наречените Априлски събития. От 1923 до 1936 година е член на ръководството на Българския професионален музикален съюз.
От 1939 до 1944 година е солист и помощник-концертмайстор в Царския военен симфоничен оркестър, а от 1944 до 1955 година в Софийската държавна филхармония. От 1944 до 1948 година е секретар, а от 1948 до 1953 година председател на Профсъюза на музикантите и артистите, от 1954 до 1958 е заместник-председател на Профсъюза на работниците по изкуствата, от 1958 до 1962 година е секретар на Профсъюза на работниците по просветата и културата, а от 1962 до 1965 година – на Профсъюза на дейците на изкуствата. През 1972 година е награден с орден „Народна република България“ I степен, а през 1982 година – с орден „Георги Димитров“